# Gerard Brady
Gerard Brady (ur. 1 lipca 1936 w Dublinie, zm. 16 maja 2020 tamże) – irlandzki polityk, optyk i samorządowiec, poseł do Dáil Éireann, w 1982 minister edukacji.

## Życiorys
Syn polityka Philipa Brady’ego. Absolwent Dublin Institute of Technology. Pracował zawodowo jako optyk. Działał społecznie w brytyjskiej organizacji charytatywnej Vision Aid Overseas. Udzielał się także w Numismatic Society of Ireland. Dołączył do ugrupowania Fianna Fáil. W latach 70. został radnym miejskim w Dublinie.
W 1977 po raz pierwszy został wybrany na posła do Dáil Éireann. Mandat deputowanego utrzymywał na kolejne kadencje w 1981, lutym 1982, listopadzie 1982, 1987 i 1989; nie uzyskał reelekcji w wyborach w 1992. W marcu 1982 dołączył do rządu Charlesa Haugheya jako minister stanu w departamencie środowiska. Od października do grudnia tegoż roku sprawował w tym gabinecie urząd ministra edukacji.